# Afterlife (chanson)
Pour les articles homonymes, voir Afterlife.
Singles de Avenged Sevenfold
Almost Easy
(2007) Crossroads
(2008)
Afterlife est une chanson du groupe de metal américain Avenged Sevenfold. C'est le troisième single issu de leur album éponyme. Elle a été élue meilleure chanson de cet album, sur le site du groupe. Le single et un clip sont parus début 2008. La chanson a été écrite par le batteur du groupe, The Rev.
La version radio diffère de celle présente sur l'album, un couplet entier étant absent en fin de titre.

## Le clip
Le clip a été réalisé par Wayne Isham, également à l'origine de clips de Bon Jovi, Judas Priest et Mötley Crüe.
Ce clip a été officiellement publié le 12 mars par Avenged Sevenfold et Warner Bros.

## Paroles
La chanson parle d'un homme qui meurt et se retrouve au ciel. Il se rend compte qu'il lui reste trop de choses à faire sur Terre, et veut revenir en arrière, s'échapper de l'au-delà (explication de Zacky Vengeance, dans la "Making of" de Afterlife).

## Classements
| Chart (2008)                     | Position |
| -------------------------------- | -------- |
| Billboard Mainstream Rock Tracks | 11       |
| Billboard Modern Rock Tracks     | 20       |
| UK Rock Chart                    | 1        |

## Personnel
Avenged Sevenfold
- M. Shadows - Chant
- Synyster Gates - Guitare solo, chœurs
- Zacky Vengeance - Guitare rythmique, chœurs
- Johnny Christ - Basse
- The Rev - Batterie, chœurs

## Utilisation
La chanson est proposée en contenu téléchargeable pour Rock Band et Guitar Hero 5, et est en vedette dans le jeu vidéo NHL 09.